# Hedju-Hor
Hedju-Hor (eigentl. Hor-hedju) war ein möglicher prädynastischer Herrscher der 0. Dynastie, welcher um 3200 v. Chr. regierte. Angaben zu seiner exakten chronologischen Position oder zur Dauer seiner Herrschaft sind derzeit nicht möglich.

## Belege
Hedju-Hor ist nur durch zwei Tonkrüge aus Tura und einem aus Abu Zeidan an der Nordost-Spitze des Nil-Deltas belegt, auf denen sein Serech einmal mit, sonst ohne Horusfalke erscheint.

## Zum Namen
Toby Wilkinson ist sich unsicher in der Lesung des Namens und bezeichnet ihn einfach als King A, während Jochem Kahl sich ebenfalls nicht festlegen mag und ihn wegen der drei identischen Zeichen im Serech „König Trio“ nennt. Edwin van den Brink assoziiert den Namen des gefangenen Herrschers, der auf der Vorderseite der Narmerpalette abgebildet ist, mit dem Zeichen M8 für „Scha“ (in Transkription: š3) in der Gardiner-Liste. Wolfgang Helck meint jedoch andere Hieroglyphen zu erkennen und transliteriert den Namen als „Wasch“ (W3š). Ludwig D. Morenz liest zwei Keulenzeichen und einen Speer in der Mitte und interpretiert das gesamte Arrangement (Falke + Serech + Drei Zeichen) als reine, bildhafte Zurschaustellung königlicher Macht.